# شعيب الشعران
قرية الشعران سعودية، تتبع محافظة رنية بمنطقة مكة المكرمة. تقع في جنوب شرق مدينة مكة المكرمة بمسافة نحو (52) كم.